# Крістоф Кокар
Крісто́ф Кока́р (фр. Christophe Cocard; народився 23 листопада 1967; Берне, Франція) — колишній французький футболіст, півзахисник. Захищав кольори національної збірної Франції.

## Досягнення
- «Осер»
  - Ліга 1 (1): 1995-96
  - Кубок Франції (2): 1993-94, 1995-96

## Статистика
Дані станом на 24 березня 2009 р.
| Сезон   | Клуб        | Країна    | Ліга         | Матчі | Хвилини | Голи | Передачі |   |   |
| ------- | ----------- | --------- | ------------ | ----- | ------- | ---- | -------- | - | - |
| 1987–88 | «Осер»      | Франція   | Ліга 1       | 5     | -       | 1    | -        | - | - |
| 1988–89 | «Осер»      | Франція   | Ліга 1       | 34    | -       | 6    | -        | - | - |
| 1989–90 | «Осер»      | Франція   | Ліга 1       | 32    | -       | 4    | -        | - | - |
| 1990–91 | «Осер»      | Франція   | Ліга 1       | 38    | -       | 11   | -        | - | - |
| 1991–92 | «Осер»      | Франція   | Ліга 1       | 37    | -       | 10   | -        | - | - |
| 1992–93 | «Осер»      | Франція   | Ліга 1       | 35    | -       | 5    | -        | - | - |
| 1993–94 | «Осер»      | Франція   | Ліга 1       | 36    | -       | 12   | -        | - | - |
| 1994–95 | «Осер»      | Франція   | Ліга 1       | 11    | -       | 5    | -        | - | - |
| 1995–96 | «Осер»      | Франція   | Ліга 1       | 32    | 2594    | 6    | 0        | 6 | 0 |
| 1996–97 | «Ліон»      | Франція   | Ліга 1       | 30    | 2110    | 4    | 0        | 3 | 0 |
| 1997–98 | «Ліон»      | Франція   | Ліга 1       | 31    | 2330    | 3    | 0        | 2 | 0 |
| 1998–99 | «Ліон»      | Франція   | Ліга 1       | 27    | 1373    | 4    | 0        | 0 | 0 |
| 1999–00 | «Кілмарнок» | Шотландія | Прем'єр-Ліга | 25    | -       | 8    | -        | - | - |
| 2000–01 | «Кілмарнок» | Шотландія | Прем'єр-Ліга | 33    | -       | 4    | -        | - | - |
| 2001–02 | «Кілмарнок» | Шотландія | Прем'єр-Ліга | 10    | -       | 1    | -        | - | - |